# Compars Herrmann

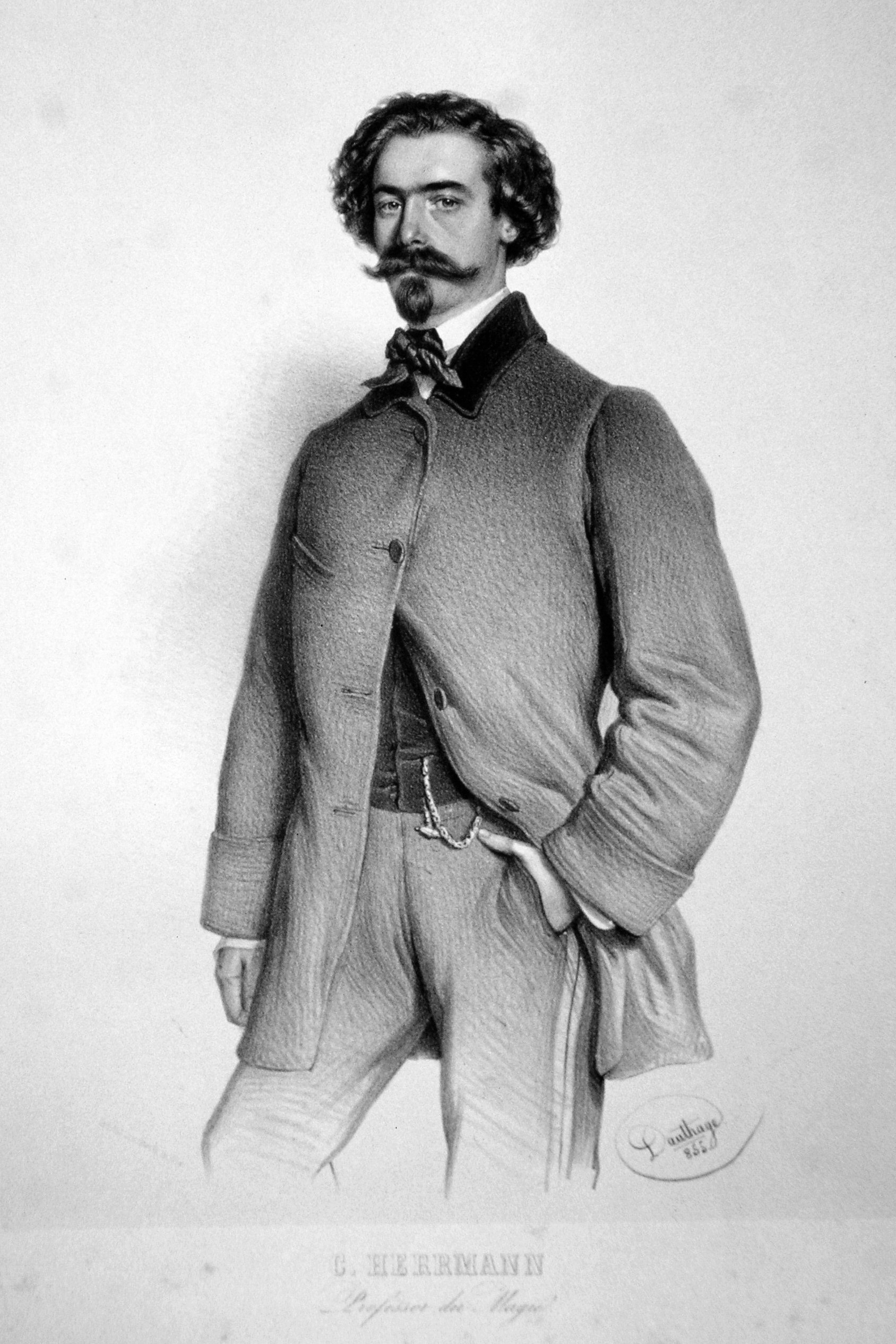
Compars Herrmann, 1855, Lithographie von Adolf Dauthage

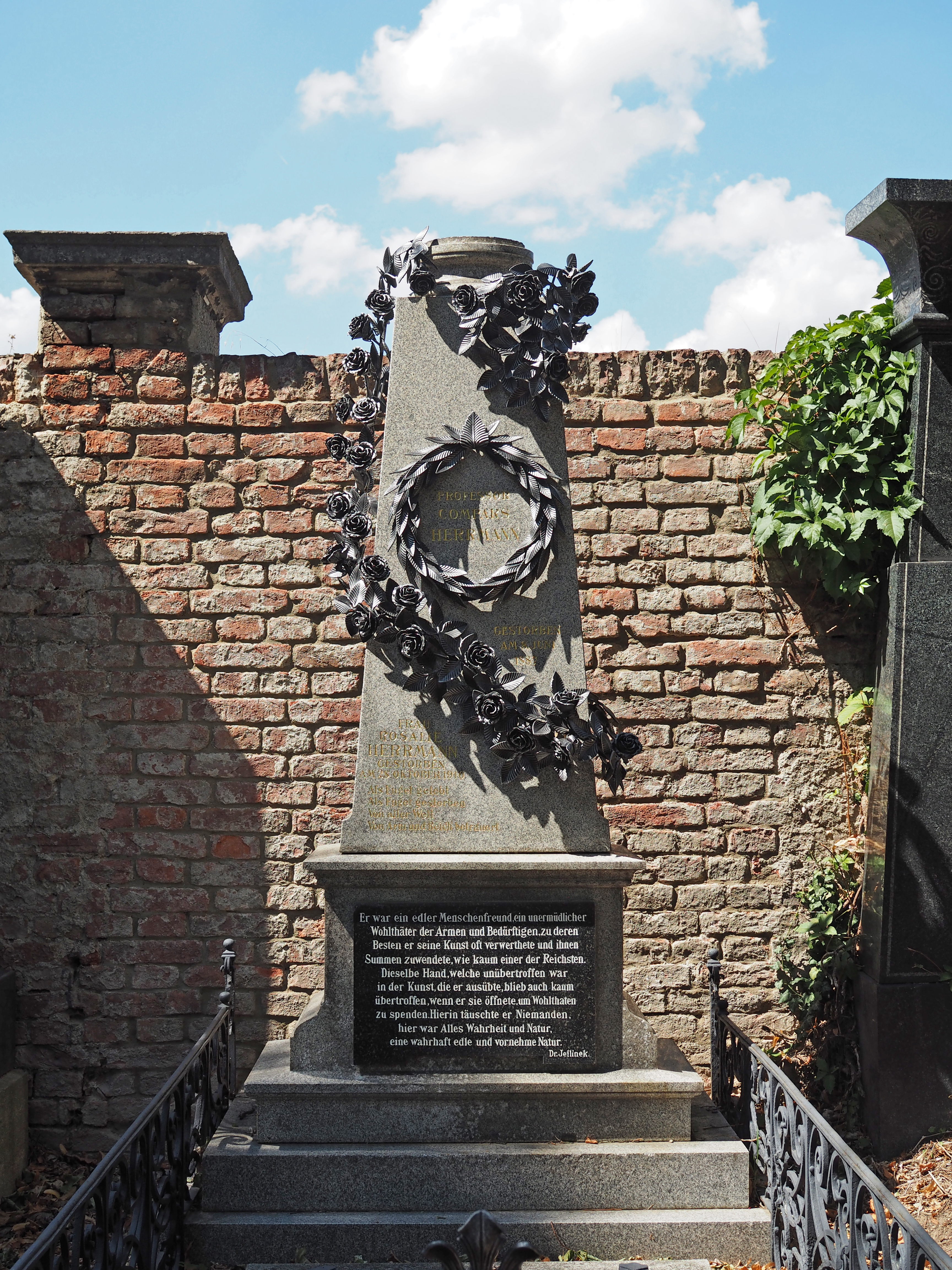
Grab von Compars Herrmann auf dem Wiener Zentralfriedhof

Carl Compars Herrmann (* 23. Januar 1816 in Hannover; † 8. Juni 1887 in Karlsbad) war ein deutscher Zauberkünstler (Illusionist), Kunstsammler und Kunsthändler aus der internationalen Zauberkünstlerfamilie Herrmann. 

## Leben und Wirken
Herrmann bereiste ab 1848 Mitteleuropa, England, Frankreich und Amerika und setzte sich früh in Wien zur Ruhe und widmete sich der Sammlung und dem Handel mit alten Kunstwerken. 1852 heiratete er die Sängerin Rosa Csillag. Aus der bald wieder getrennten Ehe stammte die spätere Opernsängerin und Schauspielerin Blanche Corelli. Nach seinem Ableben wurde der auch als Philanthrop bekannte Herrmann im alten israelitischen Teil des Wiener Zentralfriedhofs bestattet.
Compars Herrmann war der Bruder von Alexander Herrmann (1844–1896, ebenfalls Zauberkünstler).

## Verwandtschaft mit Harry Houdini
Es besteht eine angeheiratete Verwandtschaft zwischen den Zauberkünstlern der Familie Herrmann und dem Entfesselungskünstler Harry Houdini. Compars' erste Ehefrau Rosa Herrmann-Csillag war eine Cousine ersten Grades der ersten Ehefrau von Houdinis Vater. Compars Herrmann und Houdinis Vater waren befreundet, auch wenn sie dies aus geschäftlichen Konkurrenzgründen nicht publik machten.

## Ehrungen
In Wien-Floridsdorf wurde 2008 der Compars-Herrmann-Weg nach ihm benannt.
Herrmann hat heute einen Platz in der Hall of Fame der Society of American Magicians.
Johann Strauss (Sohn) widmete ihm seine Herrmann-Polka, op. 91 (Seinem Freunde Herrmann gewidmet, 1852).